# Horvátország éghajlata
Horvátországban három fő éghajlati terület van: mediterrán, hegyvidéki és kontinentális-pannóniai.

## Általános jellemzők
Az ország éghajlatát számos tényező befolyásolja. Az első a szélességi fok, hogy Horvátország nagyjából félúton fekszik az Egyenlítő és az Északi-sark között. Meghatározó befolyás az Atlanti-óceán felől érkező nyugati nedves óceáni légtömegek. Az Adriai-tengerpart az enyhe klímáját az északról védelmező hegyeken kívül még egy dolognak köszönheti. A horvát partok előtt egy, a Jón-tengerről az Adriába behatoló lassú, meleg áramlat tart északnak, amely a Kvarner-öblön túljutva kanyarodik az olasz partok felé. Télen, amikor a tenger vize melegebb, mint a levegő, fűti a partvidéket, nyáron – amikor a levegő melegebb a víznél – a tenger hűtő tényezőként érvényesül.
A tengerpart klímáját az uralkodó szelekː a bóra, a jugo és a misztrál is befolyásolják.
Az egész ország területén négy évszak váltakozik.
A belső területek alföldies területei a kontinentális éghajlatba tartoznak. Ezt a meleg nyár-hideg tél jellemzőkön kívül nyári csapadékmaximum és téli csapadékminimum jellemzi. Az évi átlagos csapadék 400-850 mm közötti.
Az északnyugati területeken hegyvidéki klíma uralkodikː hűvös nyár, hideg tél és sok csapadék.
Az Adriai-tenger partvidékén uralkodó mediterrán zóna főbb jellemzőiː korai tavasz, nem túl forró, viszonylag száraz nyár, nyárba hajló, de csapadékos ősz és enyhe, csapadékos tél.
Az észak- és dél-adriai partvidék közötti klímahatár nagyjából a Rab szigetnél vagy Zadarnál húzódik. Ettől északra nyáron a hűvösebb fuvallatokkal frissített éghajlat jellemző, délebbre a perzselőbb napsütés.

## Köppen-osztályozás
A Köppen-osztályozás szerint Horvátország túlnyomó részére a meleg-mérsékelt (C), míg a legmagasabb hegyvidéki régiókra a kontinentális-boreális (D) főöv jellemző.
A klímaosztályokː
- A száraz és meleg nyári mediterrán éghajlat (Csa) a késő nyári maximum esőzésekre jellemző, míg a nyár nagyon száraz. A legmelegebb hónap átlaghőmérséklete 22 °C-nál magasabb, a leghidegebb pedig 4 °C felett van. Ez Dalmácia és minden dalmát sziget szűk partvonalának éghajlata.
- A mérsékelten meleg, nedves éghajlat, forró nyárral (Cfa) a mediterrán éghajlattól a csapadékmennyiségben tér el leginkább, ami valamivel több, bár a nyár itt is meglehetősen száraz. Ez a klímaosztály jellemző Isztria partvidékére, a Kvarner partvidékére a szigetekkel és Dalmácia belsejével.
- A mérsékelten meleg, nedves klíma, meleg nyárral (Cfb) az ország legnagyobb részét teszi ki. A Cfa-tól a valamivel alacsonyabb léghőmérséklet miatt különbözik (különösen az év hűvösebb részén), és a nagyon száraz időszak itt hiányzik. A legmelegebb hónap átlaghőmérséklete 20 °C felett van, míg a leghidegebb, Isztria belsejében 2 °C-nál magasabb, a horvát pannon vidéken pedig 0 és -2 °C között van. A Cfb éghajlatú kontinentális területeken az év melegebb fele több csapadékkal rendelkezik, mint a hidegebb fele.
- A mérsékelten meleg, egyenletesen nedves klíma, hűvös nyárral (Cfc) a hegyvidéki Gorski Kotar és Lika alsó hegyvidéki részei. A csapadék egész évben egyenletesen oszlik el, és az év hidegebb felén kissé több. Hó esik a téli hónapokban. A legmelegebb hónapban az átlagos levegőhőmérséklet 20 °C alatt van, a leghidegebb hónapban pedig 0 és -3 között. Az éghajlat egyéb jellemzői a magas relatív páratartalom és a gyakori köd.
- A boreális, egyenletesen nedves, hűvös nyarú osztályt (Dfc) csak a Gorski kotar, a Lika, a Dinara- és a Žumberak-hegység legmagasabb részei képviselik . Itt vannak a horvátországi legmagasabb csapadék-mennyiségek is, amelyek egész évben meglehetősen egyenletesen oszlanak meg, az év hidegebb felében valamivel nagyobb mennyiségben. Télen kiadós havazás van. A legmelegebb hónap átlaghőmérséklete 18 °C alatt van, a leghidegebb pedig -3 °C alatt marad.

## Éghajlattáblázatok

### Belső országrész
| Hónap                                                 | Jan. | Feb. | Már. | Ápr. | Máj. | Jún. | Júl. | Aug. | Szep. | Okt. | Nov. | Dec. | Év   |
| ----------------------------------------------------- | ---- | ---- | ---- | ---- | ---- | ---- | ---- | ---- | ----- | ---- | ---- | ---- | ---- |
| Rekord max. hőmérséklet (°C)                          | 19,1 | 21,6 | 25,3 | 30,4 | 33,2 | 36,0 | 39,3 | 39,4 | 32,9  | 27,7 | 24,3 | 21,4 | 39,4 |
| Átlagos max. hőmérséklet (°C)                         | 3,4  | 6,1  | 11,1 | 15,7 | 20,9 | 23,9 | 26,0 | 25,8 | 21,5  | 15,5 | 8,6  | 4,4  | 15,3 |
| Átlagos min. hőmérséklet (°C)                         | −3,7 | −2,5 | 1,0  | 4,7  | 9,2  | 12,6 | 14,1 | 13,5 | 10,0  | 5,5  | 1,0  | −2,2 | 5,3  |
| Átl. csapadékmennyiség (mm)                           | 39   | 42   | 51   | 63   | 72   | 97   | 91   | 88   | 85    | 81   | 77   | 58   | 843  |
| Havi napsütéses órák száma                            | 78   | 113  | 149  | 180  | 239  | 246  | 279  | 260  | 195   | 140  | 84   | 65   | 2027 |
| Forrás: Horvát Meteorológiai és Hidrológiai Szolgálat |      |      |      |      |      |      |      |      |       |      |      |      |      |

| Hónap                                                 | Jan. | Feb. | Már. | Ápr. | Máj. | Jún. | Júl. | Aug. | Szep. | Okt. | Nov. | Dec. | Év   |
| ----------------------------------------------------- | ---- | ---- | ---- | ---- | ---- | ---- | ---- | ---- | ----- | ---- | ---- | ---- | ---- |
| Átlagos max. hőmérséklet (°C)                         | 2,8  | 5,0  | 11,2 | 16,7 | 21,6 | 25,2 | 27,1 | 27,1 | 23,6  | 17,9 | 9,0  | 5,0  | 16,1 |
| Átlaghőmérséklet (°C)                                 | −0,9 | 0,9  | 6,2  | 11,5 | 16,5 | 19,7 | 21,8 | 20,8 | 16,9  | 11,3 | 5,7  | 1,2  | 11,0 |
| Átlagos min. hőmérséklet (°C)                         | −3,5 | −2,5 | 0,9  | 5,1  | 9,8  | 13,5 | 14,7 | 14,1 | 10,6  | 6,1  | 2,2  | −1,1 | 5,9  |
| Átl. csapadékmennyiség (mm)                           | 41   | 35   | 40   | 51   | 59   | 82   | 65   | 62   | 51    | 57   | 62   | 49   | 654  |
| Forrás: Horvát Meteorológiai és Hidrológiai Szolgálat |      |      |      |      |      |      |      |      |       |      |      |      |      |

| Hónap                                                                   | Jan.  | Feb.  | Már.  | Ápr. | Máj. | Jún. | Júl. | Aug. | Szep. | Okt. | Nov.  | Dec.  | Év    |
| ----------------------------------------------------------------------- | ----- | ----- | ----- | ---- | ---- | ---- | ---- | ---- | ----- | ---- | ----- | ----- | ----- |
| Rekord max. hőmérséklet (°C)                                            | 19,4  | 22,0  | 26,0  | 29,4 | 33,4 | 37,6 | 40,1 | 39,8 | 32,8  | 28,3 | 25,4  | 22,5  | 40,1  |
| Átlagos max. hőmérséklet (°C)                                           | 3,1   | 6,1   | 11,3  | 16,4 | 21,3 | 24,6 | 26,7 | 26,2 | 22,3  | 16,2 | 9,3   | 4,4   | 15,7  |
| Átlaghőmérséklet (°C)                                                   | −0,1  | 2,0   | 6,2   | 10,9 | 15,7 | 19,1 | 20,8 | 20,0 | 16,0  | 10,8 | 5,7   | 1,3   | 10,7  |
| Átlagos min. hőmérséklet (°C)                                           | −4,0  | −2,5  | 0,9   | 4,9  | 9,2  | 12,7 | 14,2 | 13,7 | 10,4  | 5,8  | 1,8   | −1,9  | 5,5   |
| Rekord min. hőmérséklet (°C)                                            | −24,3 | −27,3 | −18,3 | −4,4 | −1,8 | 2,5  | 5,4  | 3,7  | −0,6  | −5,6 | −13,5 | −19,8 | −27,3 |
| Átl. csapadékmennyiség (mm)                                             | 49    | 42    | 52    | 62   | 79   | 99   | 81   | 91   | 83    | 72   | 85    | 64    | 856   |
| Havi napsütéses órák száma                                              | 59    | 95    | 140   | 175  | 234  | 243  | 281  | 256  | 186   | 130  | 65    | 44    | 1908  |
| Forrás: worldweather.org, Horvát Meteorológiai és Hidrológiai Szolgálat |       |       |       |      |      |      |      |      |       |      |       |       |       |

### Tengerpart
| Hónap                                                              | Jan.  | Feb. | Már.  | Ápr. | Máj. | Jún. | Júl. | Aug. | Szep. | Okt. | Nov. | Dec. | Év    |
| ------------------------------------------------------------------ | ----- | ---- | ----- | ---- | ---- | ---- | ---- | ---- | ----- | ---- | ---- | ---- | ----- |
| Rekord max. hőmérséklet (°C)                                       | 16,9  | 21,3 | 22,2  | 28,8 | 30,0 | 36,0 | 35,1 | 37,1 | 32,0  | 27,6 | 21,6 | 16,7 | 37,1  |
| Átlagos max. hőmérséklet (°C)                                      | 9,6   | 10,6 | 13,4  | 16,7 | 21,7 | 25,4 | 28,5 | 28,7 | 24,6  | 19,9 | 14,4 | 10,8 | 18,7  |
| Átlagos min. hőmérséklet (°C)                                      | 1,8   | 1,6  | 4,0   | 7,1  | 11,6 | 14,9 | 17,2 | 17,2 | 14,0  | 10,2 | 6,0  | 3,2  | 9,1   |
| Rekord min. hőmérséklet (°C)                                       | −14,8 | −8,8 | −10,0 | −1,0 | 0,6  | 5,4  | 7,3  | 8,2  | 4,0   | −1,5 | −6,4 | −9,4 | −14,8 |
| Átl. csapadékmennyiség (mm)                                        | 60    | 50   | 55    | 63   | 56   | 72   | 41   | 65   | 83    | 97   | 98   | 71   | 811   |
| Havi napsütéses órák száma                                         | 102   | 138  | 177   | 201  | 270  | 288  | 329  | 304  | 231   | 177  | 108  | 93   | 2417  |
| Forrás: National Meteorological and Hydrological Service (Croatia) |       |      |       |      |      |      |      |      |       |      |      |      |       |

| Hónap                                                 | Jan.  | Feb.  | Már. | Ápr. | Máj. | Jún. | Júl. | Aug. | Szep. | Okt. | Nov. | Dec. | Év    |
| ----------------------------------------------------- | ----- | ----- | ---- | ---- | ---- | ---- | ---- | ---- | ----- | ---- | ---- | ---- | ----- |
| Rekord max. hőmérséklet (°C)                          | 20,0  | 21,4  | 24,0 | 28,9 | 33,7 | 36,7 | 40,0 | 39,2 | 34,8  | 28,8 | 25,5 | 20,4 | 40,0  |
| Átlagos max. hőmérséklet (°C)                         | 9,1   | 9,9   | 12,6 | 15,9 | 21,1 | 24,6 | 27,9 | 28,1 | 23,5  | 18,5 | 13,2 | 10,1 | 17,9  |
| Átlagos min. hőmérséklet (°C)                         | 2,9   | 3,2   | 5,5  | 8,4  | 12,8 | 16,0 | 18,6 | 18,6 | 14,9  | 10,9 | 6,6  | 4,0  | 10,2  |
| Rekord min. hőmérséklet (°C)                          | −11,4 | −12,8 | −7,7 | −0,2 | 2,1  | 7,4  | 10,4 | 9,1  | 4,8   | −1,2 | −4,5 | −8,9 | −12,8 |
| Átl. csapadékmennyiség (mm)                           | 129   | 104   | 113  | 114  | 103  | 120  | 70   | 102  | 157   | 204  | 182  | 156  | 1552  |
| Havi napsütéses órák száma                            | 112   | 136   | 155  | 171  | 233  | 249  | 298  | 279  | 201   | 161  | 111  | 99   | 2204  |
| Forrás: Horvát Meteorológiai és Hidrológiai Szolgálat |       |       |      |      |      |      |      |      |       |      |      |      |       |

| Hónap                                                 | Jan. | Feb. | Már. | Ápr. | Máj. | Jún. | Júl. | Aug. | Szep. | Okt. | Nov. | Dec. | Év   |
| ----------------------------------------------------- | ---- | ---- | ---- | ---- | ---- | ---- | ---- | ---- | ----- | ---- | ---- | ---- | ---- |
| Rekord max. hőmérséklet (°C)                          | 17,4 | 21,2 | 22,5 | 26,5 | 32,0 | 34,6 | 36,1 | 36,3 | 32,0  | 27,2 | 25,0 | 18,7 | 36,3 |
| Átlagos max. hőmérséklet (°C)                         | 10,8 | 11,3 | 13,6 | 16,6 | 21,3 | 25,2 | 28,2 | 28,2 | 24,3  | 20,0 | 15,1 | 11,9 | 18,9 |
| Átlagos min. hőmérséklet (°C)                         | 4,3  | 4,3  | 6,3  | 9,3  | 13,5 | 17,0 | 19,3 | 19,3 | 16,0  | 12,5 | 8,3  | 5,5  | 11,3 |
| Rekord min. hőmérséklet (°C)                          | −9,1 | −6,4 | −6,8 | 0,5  | 3,4  | 8,2  | 12,7 | 11,5 | 8,0   | 2,3  | −1,8 | −6,5 | −9,1 |
| Átl. csapadékmennyiség (mm)                           | 73   | 63   | 64   | 70   | 65   | 54   | 30   | 50   | 104   | 107  | 106  | 95   | 879  |
| Havi napsütéses órák száma                            | 115  | 147  | 186  | 207  | 276  | 303  | 350  | 322  | 246   | 183  | 123  | 109  | 2567 |
| Forrás: Horvát Meteorológiai és Hidrológiai Szolgálat |      |      |      |      |      |      |      |      |       |      |      |      |      |

| Hónap                                                 | Jan. | Feb. | Már. | Ápr. | Máj. | Jún. | Júl. | Aug. | Szep. | Okt. | Nov. | Dec. | Év   |
| ----------------------------------------------------- | ---- | ---- | ---- | ---- | ---- | ---- | ---- | ---- | ----- | ---- | ---- | ---- | ---- |
| Rekord max. hőmérséklet (°C)                          | 17,4 | 22,3 | 24,3 | 27,7 | 33,2 | 38,1 | 38,6 | 38,5 | 34,2  | 27,9 | 25,8 | 18,6 | 38,6 |
| Átlagos max. hőmérséklet (°C)                         | 10,4 | 11,2 | 13,8 | 17,2 | 22,7 | 26,8 | 30,0 | 29,7 | 24,9  | 19,9 | 14,7 | 11,4 | 19,4 |
| Átlagos min. hőmérséklet (°C)                         | 5,6  | 5,7  | 7,8  | 10,6 | 15,4 | 18,9 | 21,7 | 21,7 | 18,0  | 14,1 | 9,6  | 6,7  | 13,0 |
| Rekord min. hőmérséklet (°C)                          | −9,0 | −8,1 | −6,6 | 0,3  | 4,8  | 9,1  | 13,0 | 11,2 | 8,8   | 3,8  | −4,5 | −6,3 | −9,0 |
| Átl. csapadékmennyiség (mm)                           | 74   | 61   | 63   | 62   | 62   | 47   | 26   | 45   | 69    | 82   | 102  | 91   | 783  |
| Havi napsütéses órák száma                            | 133  | 153  | 186  | 210  | 273  | 306  | 347  | 319  | 246   | 192  | 135  | 130  | 2631 |
| Forrás: Horvát Meteorológiai és Hidrológiai Szolgálat |      |      |      |      |      |      |      |      |       |      |      |      |      |

| Hónap                                                 | Jan. | Feb. | Már. | Ápr. | Máj. | Jún. | Júl. | Aug. | Szep. | Okt. | Nov. | Dec. | Év   |
| ----------------------------------------------------- | ---- | ---- | ---- | ---- | ---- | ---- | ---- | ---- | ----- | ---- | ---- | ---- | ---- |
| Rekord max. hőmérséklet (°C)                          | 18,4 | 24,1 | 26,8 | 26,3 | 32,9 | 35,7 | 37,9 | 38,4 | 33,5  | 30,5 | 25,4 | 20,3 | 38,4 |
| Átlagos max. hőmérséklet (°C)                         | 12,3 | 12,6 | 14,4 | 16,9 | 21,5 | 25,3 | 28,2 | 28,5 | 25,1  | 21,1 | 16,6 | 13,4 | 19,7 |
| Átlagos min. hőmérséklet (°C)                         | 6,6  | 6,8  | 8,4  | 11,0 | 15,3 | 18,9 | 21,4 | 21,6 | 18,4  | 14,9 | 10,7 | 7,8  | 13,5 |
| Rekord min. hőmérséklet (°C)                          | −7,0 | −5,2 | −4,2 | 1,6  | 5,2  | 10,0 | 14,1 | 14,1 | 8,5   | 4,5  | −1,0 | −6,0 | −7,0 |
| Átl. csapadékmennyiség (mm)                           | 98   | 98   | 93   | 91   | 70   | 44   | 28   | 73   | 86    | 120  | 142  | 120  | 1064 |
| Havi napsütéses órák száma                            | 130  | 144  | 180  | 207  | 267  | 312  | 347  | 326  | 309   | 189  | 135  | 124  | 2670 |
| Forrás: Horvát Meteorológiai és Hidrológiai Szolgálat |      |      |      |      |      |      |      |      |       |      |      |      |      |

## Fordítás
- Ez a szócikk részben vagy egészben  a   Klima Hrvatske című horvát Wikipédia-szócikk fordításán alapul.  Az eredeti cikk szerkesztőit annak laptörténete sorolja fel. Ez a jelzés csupán a megfogalmazás eredetét és a szerzői jogokat jelzi, nem szolgál a cikkben szereplő információk forrásmegjelöléseként.